# داني غراهام (سياسي)
داني غراهام هو سياسي كندي، ولد في 26 أكتوبر 1950 في كندا. حزبياً، نشط في الحزب الليبرالي في نوفا سكوشا ‏.